# Веркаммен-Гранджан, Поль Анри
Поль Анри Веркаммен-Гранжан (или Гранджан, фр. Paul Henry Vercammen-Grandjean; 15 декабря 1915, Брюссель — 28 июня 1995, Сан-Рафел, США) — один из крупнейших акарологов. Был также известен как художник.

## Биография
Родился в Бельгии. Научными исследованиями начал заниматься в Сорбонне (Париж). В этот период он специализировался на применении химии в сельском хозяйстве.
Был участником бельгийского Сопротивления, награждён медалью. После войны переехал в Бельгийское Конго, где в 1948—1960 годах занимался биологией и медициной. Изучал трематод озера Киву и опубликовал о них двухтомную монографию. 54 вида трематод, среди которых многие оказались новыми для науки, были зарисованы самим автором. За данный труд учёный получил в 1961 году Награду Ветремс. Там же, в Конго, Веркаммен-Гранджан сделал первое свое описание тромбикулид из района Конго/Руанда-Урунди. Он впервые получил данные о наличии в конголезских тромбикулидах риккетсий, а также установил у тромбикулид внутристадийные неоформации.
В 1961 г. вынужден был уехать из Конго. Работал в Калифорнии, до выхода на пенсию в 1974 г. был профессором-исследователем (паразитологом) в Медицинском центре Калифорнийского университета в Сан-Франциско. В США приобрёл мировую известность как специалист по Trombiculidae. Им было опубликовано несколько определителей для этой группы. Вместе с другими учёными выпущен том «Тромбикулиды мира», у которого нет аналогов.
С 1959 года доктор наук. В 1960 году королевским указом ему было присвоено звание Профессора Университета.
В честь Веркаммена наименована Заирская пискунья (Arthroleptis vercammeni) — земноводное из рода пискуний, обитающее в Заире.

## Карьера художника
Работы Веркаммена-Гранжана демонстрировались на Всемирной ярмарке в Брюсселе. Сегодня они хранятся в европейских музеях естественной истории и частных коллекциях. Друзья также ценили учёного за его карикатуры. Свои научные труды акаролог иллюстрировал сам, причём рисунки отличались качеством и точностью.